# Xapuri
Xapuri es un municipio de Brasil, fundado en 1904, situado al sudeste de Acre. Su población es de 13.893 habitantes (2006) y su extensión de 5.251 km² (2,64 h/km²). Perteneció inicialmente a Bolivia, ciudad donde esta tenía su intendencia, pasando posteriormente a ser parte Brasil tras la firma del Tratado de Petrópolis, donde Bolivia cede el territorio del Acre al Brasil.
Limita al norte con el municipio de Rio Branco, al sur con el municipio de Epitaciolândia, al este con el municipio de Capixaba, al oeste con el municipio de Sena Madureira y al sudoeste con el municipio de Brasiléia. Fue lugar donde nació y ocurrió el asesinato en 1988 del mundialmente conocido ambientalista brasilero Chico Mendes, crimen que tuvo repercusiones y divulgación en medios nacionales internacionales.